# Ernst Keiser
Ernst Keiser (* 11. Juni 1894 in Basel; † 13. November 1960 in Münchenstein) war ein Schweizer Grafiker und Kunstpädagoge.

## Werk
Ernst Keiser unterrichtete an der Allgemeinen Gewerbeschule Basel Kalligrafie und war als gelernter Grafiker ein Gründungsmitglied des Verbandes Schweizer Grafiker. Zudem schuf er Plakate, Lithografien, Holzschnitte, Linolschnitte, Glasmalerei und Gemälde.